# 三野優美
三野 優美（みの よしみ、男性、1931年〈昭和6年〉1月20日 - 2020年〈令和2年〉5月29日）は、日本の政治家。位階は従四位。元日本社会党衆議院議員（3期）。

## 来歴
香川県出身。1948年、香川県立大川農業学校獣医畜産科卒。成田知巳日本社会党衆議院議員の秘書を経て、1970年、香川県議会議員に当選。5期務める。
1986年の第38回衆議院議員総選挙で旧香川1区から立候補して初当選、3期務めた。1994年、細川内閣が成立をめざした政治改革四法案に党議拘束に反して反対票を投じ、党規違反で3ヶ月間の党活動禁止処分を受ける。
1996年に社会民主党に移り、この年の第41回衆議院議員総選挙に立候補しなかった。2005年、旭日中綬章受章。
2020年5月29日3時15分、老衰のため、死去。89歳没。死没日をもって従四位に叙される。